# Queen's Club Championships 1970
I Queen's Club Championships 1970 sono stati un torneo di tennis giocato sull'erba. È stata l'80ª edizione dei Queen's Club Championships e faceva parte del Pepsi-Cola Grand Prix 1970. Si è giocato al Queen's Club di Londra in Inghilterra, dal 15 al 21 giugno 1970.

## Campioni

### Singolare maschile
Rod Laver ha battuto in finale  John Newcombe con il punteggio di 6–4, 6–3.

### Doppio maschile
Tom Okker /  Marty Riessen hanno battuto in finale  Arthur Ashe /  Charlie Pasarell con il punteggio di 7–9, 6–4, 9–7.